# All Over the Guy
All Over the Guy è un film commedia romantica a tematica gay del 2001.

## Trama
Tom è un fumatore e bevitore incallito mentre Eli è un romantico appassionato di fantascienza. I due, molto diversi tra loro, scoprono di non essere molto compatibili, dopo che i loro amici etero (Jackie e Brett) gli hanno organizzato un appuntamento per farli conoscere. Inizialmente i due non si piacciono, ma in seguito scatta la passione, però la loro turbolenta storia dovrà fare i conti con la paura di lasciarsi andare e vivere tranquillamente una storia d'amore, e soprattutto dovrà fare i conti con i vizi di Tom. Dopo la fine della loro relazione Eli e Tom raccontano la loro storia: il primo in una sala d'attesa mentre aspetta di fare il test per AIDS, invece Tom racconta ad uno degli amici dell'anonima alcolisti....